# Olivia Manning
 (novembre 2021).
Pour les articles homonymes, voir Manning.
Olivia Manning, née le 2 mars 1908 à Portsmouth et morte le 23 juillet 1980 à Ryde (île de Wight), est une femme de lettres britannique, connue principalement pour une série de romans où la thématique du voyage et de l’odyssée occupe une large place. Son expérience personnelle à l’étranger lui fournit la matière de ses écrits, qui démontrent toutefois de réelles qualités d’imagination. La critique lui reconnaît également un talent pour la description de lieux et une appréciation fine de la culture et de l’histoire des communautés qu’elle évoque.
Manning partage sa jeunesse entre Portsmouth et l’Irlande. Cette double culture, affirme-t-elle, lui donne l’impression de n’être nulle part chez elle, comme bien d’autres Anglo-Irlandais. Elle étudie l’art puis s’installe à Londres, où son premier véritable roman, The Wind Changes, est publié en 1937. En août 1939, elle épouse R.D. Smith («Reggie»), alors professeur pour le compte du British Council à Bucarest, en Roumanie. L’avancée des nazis en Europe de l'Est entraîne ensuite le couple vers la Grèce, l’Égypte et la Palestine. Manning s’inspire de cette expérience pour écrire les six romans qui constituent The Balkan Trilogy et The Levant Trilogy, deux trilogies rassemblées sous le titre Fortunes of War (en). C’est cette œuvre, publiée entre 1960 et 1980, qui reste la plus connue d’Olivia Manning. L’écrivain Anthony Burgess y voit le meilleur traitement de la Seconde Guerre mondiale qu’un auteur britannique ait proposé sous la forme de fiction.
Après la guerre, Manning retourne à Londres et y demeure jusqu’à sa mort. Pendant cette période, elle écrit des poèmes, des nouvelles, des romans, des essais et des critiques pour la British Broadcasting Corporation (BBC). Manning et son mari entretiennent tous deux des relations extraconjugales, mais l’éventualité d’un divorce n’est pas envisagée. Reggie Smith, persuadé que le talent de sa femme finira par être reconnu un jour, n’a d'ailleurs de cesse de l’encourager à écrire. Cependant, comme elle le craignait elle-même, la renommée de Manning est avant tout posthume ; en 1987, sept ans après sa mort, une adaptation télévisée de Fortunes of War avec Kenneth Branagh et Emma Thompson révèle toutes les qualités de ses deux trilogies.
La critique ne s’est que peu penchée sur les œuvres d’Olivia Manning. L’ensemble de sa production est jugé inégal par plusieurs critiques, avant comme après sa mort, et suscite des réactions partagées, notamment à propos de son approche des cultures étrangères. Ses œuvres ont tendance à réduire l’importance des différences entre les sexes, et n’ont au mieux qu’une place marginale dans la littérature féministe. Des études plus récentes ont cependant souligné l’importance de Manning en tant que femme de lettres s’intéressant à la guerre sur un mode fictionnel et à l’empire britannique finissant. Ses œuvres portent un regard critique sur la guerre, le racisme, le colonialisme et l’impérialisme, et font la part belle aux thématiques de l’identité et de la séparation, tant physique qu’affective.

## Jeunesse
Olivia Manning naît à Portsmouth, dans le quartier de North End, le 2 mars 1908,. Son père, Oliver Manning, est officier dans la marine ; après avoir commencé comme apprenti, il parvient à se hisser jusqu’au rang de capitaine de corvette, sans même avoir reçu de formation officielle. À 45 ans, en visite dans le port de Belfast, il rencontre Olivia Morrow, fille d’un gérant de bar, de quatorze ans sa cadette ; ils se marient moins d’un mois après, en décembre 1904, à l’église presbytérienne de Bangor, ville d’Irlande du Nord dont est originaire Olivia Morrow.
Manning voue une adoration à son père, un homme vif, charmant et même grand charmeur, toujours prêt à amuser ses amis en chantant les airs d’opérette de Gilbert et Sullivan et en récitant des poèmes appris pendant ses longs voyages en mer . Sa mère, en revanche, se montre particulièrement autoritaire et fait preuve d’un esprit « aussi inflexible que la fonte », ce qui ne manque pas d’entraîner de nombreuses disputes conjugales ,. Dans un premier temps, Olivia Manning entretient de très bonnes relations avec sa mère, mais la naissance de son frère Oliver en 1913 finit par créer de grandes tensions entre elles ; de constitution délicate, souvent malade, Oliver reçoit toute l’attention de sa mère, au grand dam de la jeune Olivia, qui tente plusieurs fois de faire du mal à son frère . Cette enfance mal vécue par Olivia marque durablement sa personnalité et ses œuvres par la suite ,.

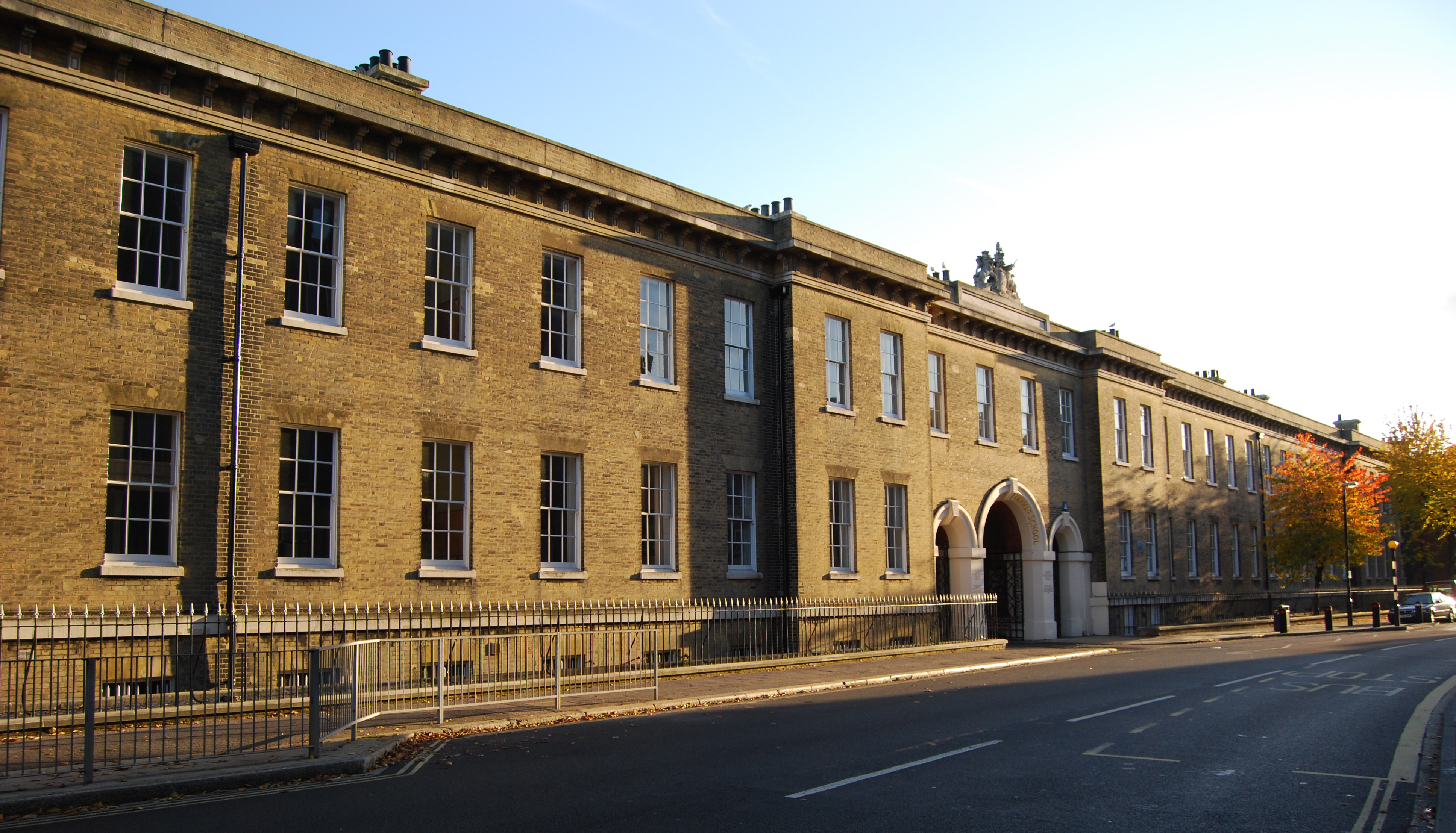
La grammar school de Portsmouth

Manning fréquente dans un premier temps une petite école primaire privée (une dame school) à Portsmouth. Mais en 1916, elle doit suivre ses parents et effectue son premier séjour prolongé dans le nord de l’Irlande : son père est en effet demandé à Bangor, d’où il doit s’embarquer pour un voyage en mer. Ces déplacements en Irlande du Nord se répètent, à tel point que Manning finit par y passer une partie de son enfance. Quand elle est à Bangor, Olivia est accueillie à l’école presbytérienne, tandis qu’à Portsmouth, elle fréquente l’école Lyndon House et, plus tard, la grammar school de la ville. C’est cette expérience qui, selon ses propres termes, lui donne « l’impression bien connue des Anglo-Irlandais de n’être nulle part à sa place, ». Ses camarades d’école la disent timide et coléreuse ; sa propension à se vanter et à exagérer lorsqu’elle parle de sa famille lui vaut d’être rejetée par ceux de son âge. Elle lit et écrit abondamment, encouragée par son père : ce sont les romans qui ont sa préférence, notamment ceux de H. Rider Haggard. Sa mère tente de la détourner de ces activités et lui confisque ses livres, qu’elle juge inadaptés à une fille de son âge ; un jour, lorsqu’elle trouve sa fille en train de lire le Times Literary Supplement, elle lui fait remarquer sur un ton de vif reproche que les jeunes hommes ne veulent pas d’une femme qui lit de tels journaux, et qu’Olivia devrait plutôt se tourner vers les savoir-faire qui lui serviront à trouver un travail, comme la dactylographie.
C’est d’ailleurs comme sténo-dactylo qu’elle commence à travailler lorsque la situation pécuniaire de la famille l’oblige à quitter l’école à seize ans. Elle travaille aussi comme employée dans un salon de beauté pendant quelque temps. Douée pour les beaux-arts, elle commence à prendre des cours du soir à l’école d’art de Portsmouth, où l’un de ses camarades la décrit par ailleurs comme cérébrale et distante,. En mai 1928, l’une de ses peintures est retenue pour figurer dans une exposition à Southsea, avant qu’une autre exposition ne soit entièrement consacrée à l’ensemble de ses œuvres. Une carrière d’artiste visuel semble alors se dessiner pour Manning ; mais à vingt ans, loin d’avoir laissé de côté la littérature, elle choisit finalement de devenir écrivain. Son coup d’œil de peintre, cependant, se retrouve par la suite dans l’ardeur qu’elle met à décrire les paysages de ses romans.

## Débuts littéraires
Les premières œuvres connues de Manning sont des feuilletons policiers qui paraissent dans le journal Portsmouth News à partir de 1929 : signés « Jacob Morrow », ils ont pour titre Rose of Rubies, Here is Murder et The Black Scarab. Ce n’est que dans les années 1960 que Manning en reconnaît la paternité ; leur date de publication aurait pu donner un indice sur son âge véritable, un secret que même son mari ne partage pas. De 1929 à 1935, elle produit une vingtaine de nouvelles. L’une d’entre elles, une histoire fantastique, est la première œuvre à être publiée sous son vrai nom, son prénom étant toutefois réduit à une simple initiale pour ne pas dévoiler que Manning est une femme. Elle écrit par ailleurs deux romans à caractère plus littéraire qui ne sont pas publiés. L’un de ses manuscrits séduit malgré tout l’un des éditeurs de la maison Jonathan Cape, Edward Garnett, qui demande alors à son assistant Hamish Miles d’envoyer à Manning un mot d’encouragement. Miles, traducteur et membre influent des milieux littéraires, invite Olivia à lui rendre visite si elle devait un jour être amenée à Londres,. Manning, à qui la vie à Portsmouth commence à peser, a déjà tenté de s’installer à Londres, et les mots de Miles ne font que la conforter dans ses ambitions. Elle parvient à obtenir un poste de sténo-dactylo chez Peter Jones, un grand magasin de Chelsea, et s’installe contre l’avis de sa mère dans un petit studio délabré de ce quartier de l’ouest de Londres,.
À court d’argent, Manning passe alors de longues heures à écrire après le travail,. Hamish Miles décide de la prendre sous son aile : les dîners se succèdent et Manning, émerveillée, trouve en lui un interlocuteur idéal, lettré et au fait des rumeurs du Londres artistique. Miles lui apporte enfin le soutien dont elle avait besoin. Marié et père de deux enfants, il lui avoue que sa femme est infirme et désormais incapable de faire l’amour. Peu de temps après, Manning et lui deviennent amants.
Grâce à une confusion avec une artiste au nom similaire, Manning obtient un poste mieux rémunéré dans le secteur de l’ameublement et le conserve deux ans, tout en continuant à écrire pendant son temps libre. Selon ses propres mots, cette période restera comme « l’une des saisons les plus heureuses de sa vie » . Encouragée par Miles, elle écrit un roman, The Wind Changes, qui est publié par la maison d’édition Jonathan Cape en avril 1937,. L’intrigue se déroule à Dublin en juin 1921, pendant la guerre d'indépendance irlandaise, et a pour personnage central une femme partagée entre un nationaliste irlandais et un écrivain anglais favorable aux idées républicaines. La réception du livre est bonne : un critique décèle en Manning un talent singulier et prometteur,,. Mais peu de temps après, Miles apprend qu’il est atteint d’une tumeur inopérable au cerveau et disparaît de la vie de Manning. Leur relation n’ayant aucun caractère officiel, il est très difficile pour Olivia de s’informer sur le compte de Miles. Elle ne peut même pas lui rendre visite à l’hôpital d’Édimbourg où il passe les derniers jours de sa vie. Manning finit par perdre son emploi chez Peter Jones ; elle en retrouve un autre à la Medici Society mais se fait licencier lorsqu’elle refuse d’obéir à son employeur et d’abandonner l’écriture après le travail. Elle parvient à décrocher un nouveau travail : elle est chargée d’évaluer le potentiel cinématographique des romans nouvellement parus en vue d’éventuelles adaptations par la Metro-Goldwyn-Mayer ; elle finit par obtenir assez d’argent pour effectuer le voyage à Édimbourg, mais il est trop tard pour revoir Miles : il est trop malade pour la recevoir. Il meurt en décembre 1937,.
Il n’était pas dans les habitudes d’Hamish Miles de faire se rencontrer ses amis du monde littéraire, mais un hasard l’amène avant sa mort à présenter Manning au poète Stevie Smith. Une solide relation s’établit très rapidement. Les deux nouveaux amis découvrent ensemble les quartiers de Londres à l’écart des grandes artères et vont souvent au musée ou au cinéma ; par ailleurs, Smith invite régulièrement Manning à sa maison de Palmers Green, dans le quartier d’Enfield, maison qu’il partage avec une tante au comportement singulier,,. Le romancier et critique littéraire Walter Allen rencontre Manning en 1937 ; il décèle en elle un esprit « dévastateur » et la range parmi les jeunes femmes les plus redoutables de la société intellectuelle londonienne. Il ajoute que Manning et Stevie Smith forment un duo de snobs aux jugements malveillants.

## Mariage et vie en Roumanie
En juillet 1939, Olivia Manning rencontre le marxiste R. D. Smith, surnommé « Reggie », par l’intermédiaire de Walter Allen,,. D’un naturel très sociable, ce fils d’outilleur de Manchester a étudié à l’université de Birmingham, où il a notamment reçu les conseils du poète de gauche Louis MacNeice et fondé un comité de type socialiste (la Birmingham Socialist Society). D’après l’agence de renseignement britannique MI5, Reggie a été recruté comme espion communiste par Anthony Blunt lors de son passage à l’université de Cambridge en 1938.
Reggie dispose d'un poste d’enseignant au British Council en Roumanie mais est en congé lorsqu’il fait la connaissance d’Olivia Manning. Il a lu attentivement ses œuvres pour se préparer à cette première rencontre, et il a notamment relevé des « marques de génie » dans The Wind Changes. Il trouve beaucoup de charme à Manning, bien qu'elle ne corresponde pas aux canons de beauté de son époque ; ses cheveux, ses mains, ses yeux et sa peau compensent son nez trop long, et Reggie en tombe immédiatement amoureux. Il lui emprunte quelques centimes le jour de leur première entrevue, la rembourse dès le lendemain et se montre dès lors certain qu’ils vont se marier,.
Olivia en est moins convaincue, mais ils commencent rapidement à vivre ensemble, chez elle, et Reggie la demande en mariage quelques semaines plus tard. La cérémonie a lieu à Marylebone le 18 août 1939 avec pour témoins Stevie Smith et Louis MacNeice. L’insouciant Reggie, contrairement à la tradition, ne prend pas la peine d'offrir une alliance à Manning,.
Quelques jours après le mariage, Reggie est rappelé à Bucarest. Le couple organise son départ en quelques heures ; ils prennent le train et arrivent dans la capitale roumaine le 3 septembre 1939, précisément le jour de la déclaration de guerre du Royaume-Uni à l’Allemagne. Pendant l’entre-deux-guerres, la Roumanie s’est tournée vers la France pour assurer son intégrité territoriale face aux revendications allemandes et elle reste neutre au déclenchement des hostilités ; mais le pacte germano-soviétique en 1939 et, plus tard, la défaite de la France de 1940 contribuent à étendre l’influence allemande sur le pays, qui doit finalement céder des territoires et des ressources,. 
Le séjour d'Olivia et Reggie Smith à Bucarest coïncide ainsi avec la montée du fascisme et du totalitarisme dans une Roumanie encore neutre officiellement, alors que des milliers de réfugiés affluent dans le pays en provenance des régions voisines en guerre,,,. Le couple commence par louer un appartement mais est finalement hébergé par le diplomate Adam Watson, attaché à la légation britannique à Bucarest. Ceux qui sont amenés à connaître Manning à cette époque font d’elle le portrait d’une jeune femme timide, peu habituée aux contacts avec les autres cultures. Elle est à la fois éblouie et épouvantée par la Roumanie, séduite par les petits divertissements de la vie mondaine (la café society locale) mais dégoûtée par les manières paysannes et l'agressivité des mendiants, souvent estropiés,.
Manning donne une idée de sa vie en Roumanie dans les deux premiers volumes de The Balkan Trilogy. C'est une Bucarest aux marges de la civilisation européenne qui est dépeinte, une curieuse capitale à moitié orientale, primitive, infestée d'insectes et violente, et dont les habitants ont tous des mœurs paysannes, quels que soient leur niveau de vie et l0000eur place dans la société,.

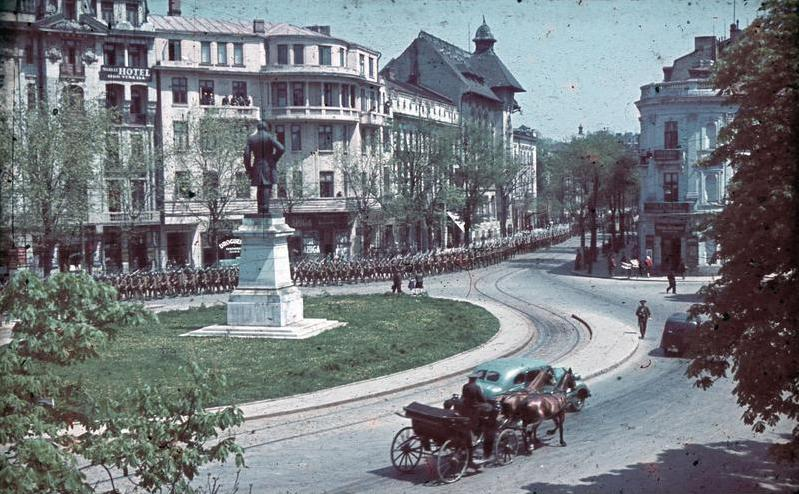
Défilé de soldats à Bucarest, 1941

Manning passe ses jours à écrire ; elle s'attelle notamment à la rédaction d'un livre sur Henry Morton Stanley et ses recherches pour retrouver l'explorateur allemand Emin Pacha. Elle continue à correspondre avec Stevie Smith et partage avec elle les on-dit de la vie mondaine,.
Elle prend le risque d'aller interviewer l'ancien premier ministre de Roumanie Iuliu Maniu à Cluj en Transylvanie : à l'époque, la ville est pleine de soldats allemands et s'apprête à passer sous juridiction hongroise, conformément au deuxième arbitrage de Vienne d'août 1940 imposé par l'Allemagne et l'Italie,. Cet épisode de l'interview se retrouvera dans l'un des écrits de Manning, tout comme le baptême improvisé de Reggie avec du thé froid (Olivia craignait d'être séparée de lui après la mort), ou encore la mise en scène d'une pièce de William Shakespeare pour laquelle Reggie lui promet un rôle important qu'elle n'obtient finalement pas.
Reggie, homme d'esprit chaleureux et d'une sociabilité sans limites, s'entoure de nombreux amis et connaissances à cette époque. Manning, de son côté, se montre beaucoup plus introvertie et reste en retrait,,. Elle se contente de suivre Reggie de bar en bar et finit souvent par rentrer plus tôt que lui à la maison. Si elle reste fidèle à son mari pendant la guerre, Reggie, en revanche, accumule les aventures extra-conjugales, d'après leur ami commun Ivor Porter.
Manning se sent désemparée et même effrayée face à cette guerre qui approche, face à la montée du fascisme et de la Garde de fer en Roumanie. Ses craintes sont confirmées par l'abdication du roi Carol II et l'avancée des Allemands en septembre 1940. Elle demande plusieurs fois à Reggie « où vont aller les Juifs ? ». Le 7 octobre 1940, les troupes allemandes pénètrent en Roumanie à l'appel du nouveau dictateur Ion Antonescu, mais Manning est déjà partie pour la Grèce ; Reggie l'y rejoint une semaine après.

## En Grèce et en Égypte
Toute sa vie, Manning est régulièrement victime de crises d'anxiété qui frôlent parfois la paranoïa. Son inquiétude au moment du départ en Grèce semble toutefois justifiée : son mari la rejoint en empruntant un vol allemand de la Lufthansa, alors qu'il arrive parfois à ces avions d'être redirigés vers des pays ennemis. Reggie arrive toutefois sain et sauf en Grèce, avec son sac à dos et sa valise pleine de livres, mais sans tenues adaptées à son travail. Il ne tarde pas à nouer de nombreux contacts sur place, contrairement à sa femme, qui préfère se consacrer à l'écriture que de rencontrer les membres de la communauté britannique. Manning gardera cependant un bon souvenir de cette période : si la Roumanie était pour elle une terre tout à fait étrangère, elle se sent maintenant chez elle en Grèce. Elle a aussi ses admirateurs, comme le professeur Terence Spencer du British Council, qui vient lui tenir compagnie quand Reggie est occupé ailleurs. Spencer lui inspire le personnage de Charles Warden dans Friends and Heroes, le troisième volet de sa Balkan Trilogy. Peu après l'arrivée du couple à Athènes, la Grèce entre en guerre aux côtés des Alliés.

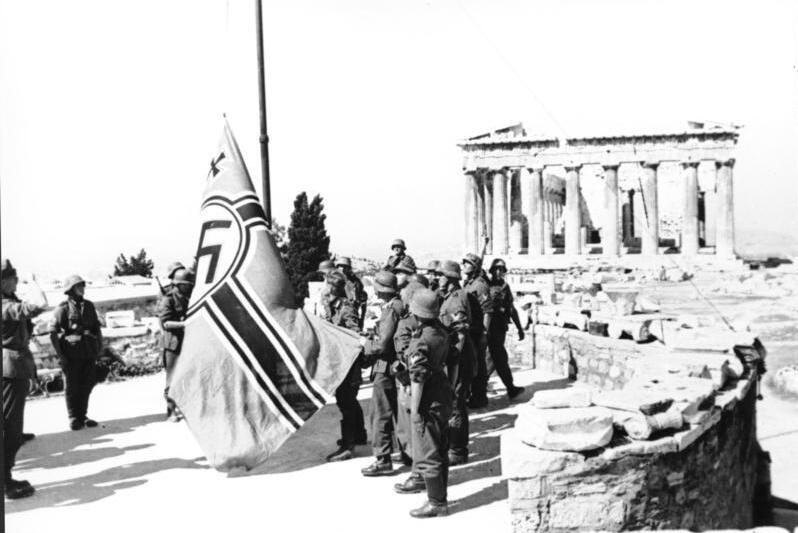
Soldats allemands hissant le drapeau du Troisième Reich sur l'Acropole d'Athènes en 1941

Malgré des débuts encourageants contre l'armée italienne, qui tente d'envahir la Grèce à partir du 28 octobre 1940, le pays se retrouve menacé par une invasion allemande à partir d'avril 1941. Dans un poème composé plus tard, Manning se souvient de cette atmosphère terrifiante, de cette crainte de la défaite (« the horror and terror of defeat ») chez ce peuple grec qu'elle a appris à aimer,.
Le British Council finit par recommander à son personnel d'évacuer le pays : le 18 avril 1941, Olivia et Reggie Smith embarquent au Pirée pour l'Égypte à bord de l'Erebus, le dernier navire à effectuer une liaison commerciale au départ de la Grèce avant la fin des hostilités,,.
La périlleuse traversée dure trois jours, et les seuls vivres disponibles à bord sont des oranges et du vin. Le romancier Robert Liddell et sa femme sont aussi présents sur le bateau. Olivia et Reggie doivent en outre partager leur cabine déjà exiguë avec le poète gallois Harold Edwards et sa femme, qui a emporté avec elle une boîte remplie de coûteux chapeaux parisiens. Manning, agacée, préfère mettre cette boîte dans le couloir dès qu'elle le peut pour faire de la place, mais Mme Edwards la remet à chaque fois ; les deux femmes finissent par ne plus se parler du tout et Manning se venge en écrasant les chapeaux avec un vase de nuit, ce que Mme Edwards ne découvre que plus tard,.
Lorsque les réfugiés débarquent à Alexandrie, ils ne laissent rien de la nourriture fournie par l'armée britannique. Ils apprennent au même moment que la croix gammée flotte maintenant sur l'Acropole. Les premières impressions de l'Égypte sont mauvaises ; Manning est encore une fois dégoûtée par les conditions de vie sordides. Les Smith prennent le train pour Le Caire, où ils retrouvent le diplomate Adam Watson, désormais rattaché à l'ambassade britannique. Ils sont invités à s'installer chez lui, dans son appartement du quartier de Garden City qui surplombe l'ambassade,.
Quoiqu'officiellement indépendante, l'Égypte est en réalité sous tutelle britannique depuis la fin du XIXe siècle. Conformément au traité anglo-égyptien de 1936, les forces britanniques ont pris position en Égypte quand la guerre a éclaté, et le pays est dans les faits sous occupation quand Manning arrive. À ce stade de la guerre, les Allemands continuent, en apparence, de traverser inexorablement le désert en direction de l'Égypte, ce qui ne manque pas d'alimenter les rumeurs et les fausses alertes au Caire. Manning elle-même est particulièrement nerveuse. Elle craint aussi de tomber malade, et elle est en effet souvent mal en point. Reggie, préoccupé, lui conseille de retourner en Angleterre, mais Olivia lui répond qu'elle veut rester avec lui, où qu'il soit, et qu'elle ne laissera pas la guerre les séparer. 
Sous l'influence de son père, Manning a jusqu'ici toujours cru à la force et aux bienfaits de l'Empire britannique dans le monde, et elle affiche un certain patriotisme, persuadée que les Alliés finiront par l'emporter. En Égypte, elle doit toutefois composer avec l'impopularité de l'occupation britannique. Dans les bars du quartier de Zamalek, le très populaire Reggie discute de politique et de poésie ; Lawrence Durrell affirme par ailleurs que Smith était souvent entouré d'amis peu recommandables. Olivia est beaucoup moins appréciée : le même Durrell fait d'elle un « condor au nez crochu » qui trouve à redire sur tout et laisse une mauvaise impression à beaucoup de gens qu'elle côtoie,.
Le British Council tarde à trouver un travail pour Reggie ; Olivia en est révoltée, elle qui considère son mari comme l'un de leurs meilleurs enseignants. Elle se venge en calomniant le responsable local du British Council, C.F.A. Dundas, qui sert plus tard de modèle au très inefficace Colin Gracey dans Fortunes of War ,. C'est une pratique courante chez Manning, quoique la correspondance entre ses personnages et leurs modèles dans la vie ne soit jamais exacte. L'écrivain irlandais Lord Dunsany, titulaire de la chaire d'anglais à l'université d'Athènes en 1940, se retrouve ainsi indirectement parodié sous les traits du professeur Lord Pinkrose, ; le même traitement est réservé à la mécène Amy Smart, qui soutient beaucoup d'artistes et d'écrivains au Caire mais se montre beaucoup trop distante des Smith au goût d'Olivia,,.

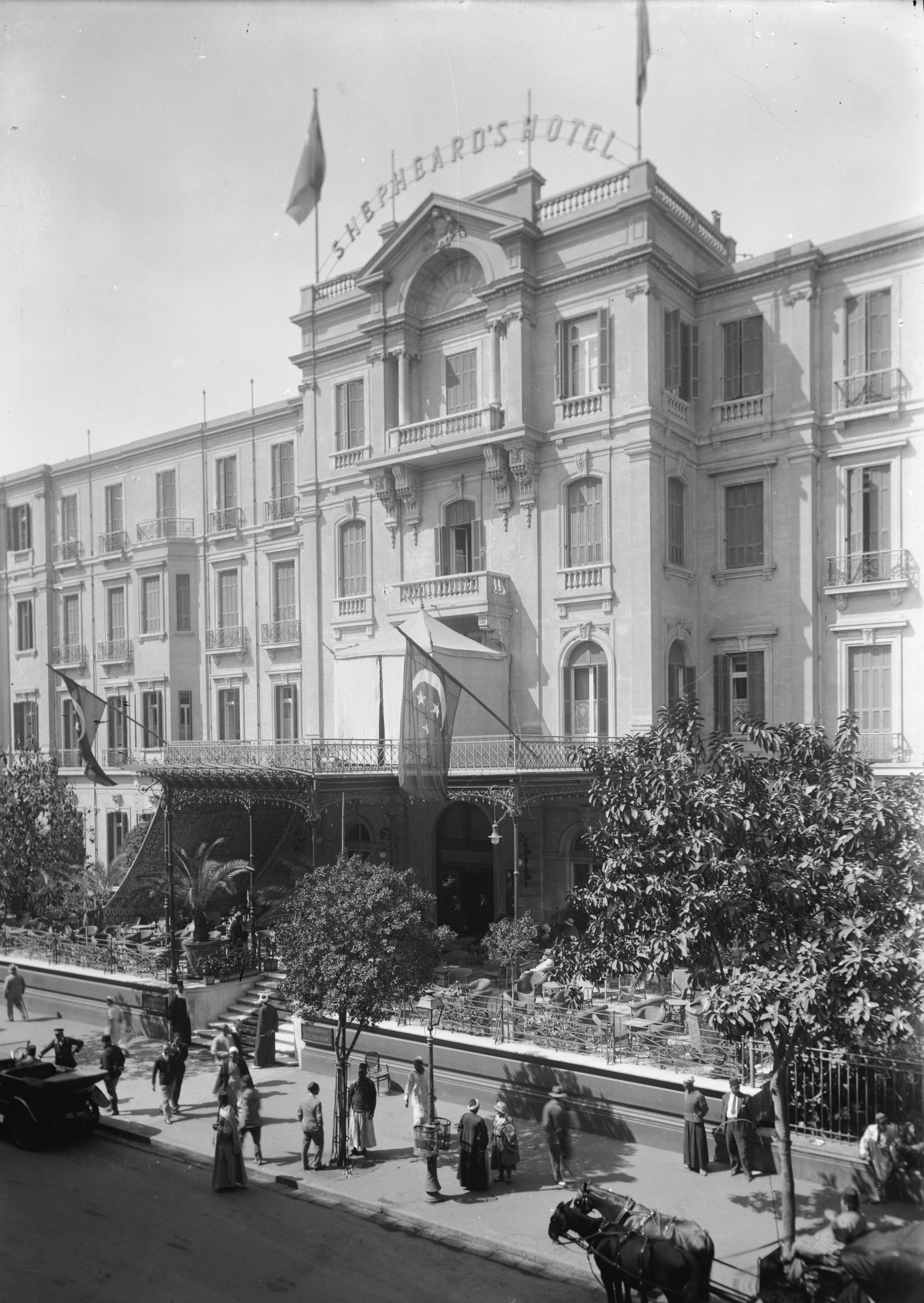
Hôtel Shepheard's, Le Caire

En octobre 1941, un poste de maître de conférences est proposé à Reggie à l'université d'Alexandrie. Le couple Smith quitte alors Le Caire et part s'installer dans le même appartement qu'un collègue de Reggie, Robert Liddell. Alexandrie est régulièrement bombardée par les Allemands ; ces raids terrifient Olivia, qui insiste pour que tout le monde descende dans l'abri anti-aérien dès que les sirènes se mettent à retentir, au grand dam de ses deux compagnons,. Très peu de temps après son arrivée à Alexandrie, Manning apprend avec horreur que son frère est mort dans un accident d'avion, ce qui contribue à la détourner de l'écriture pendant plusieurs années,,.